# Pavetta lescrauwaetii
Pavetta lescrauwaetii är en måreväxtart som beskrevs av De Wild.. Pavetta lescrauwaetii ingår i släktet Pavetta och familjen måreväxter.
Artens utbredningsområde är Kongo-Kinshasa. Inga underarter finns listade i Catalogue of Life.